# Nunca más

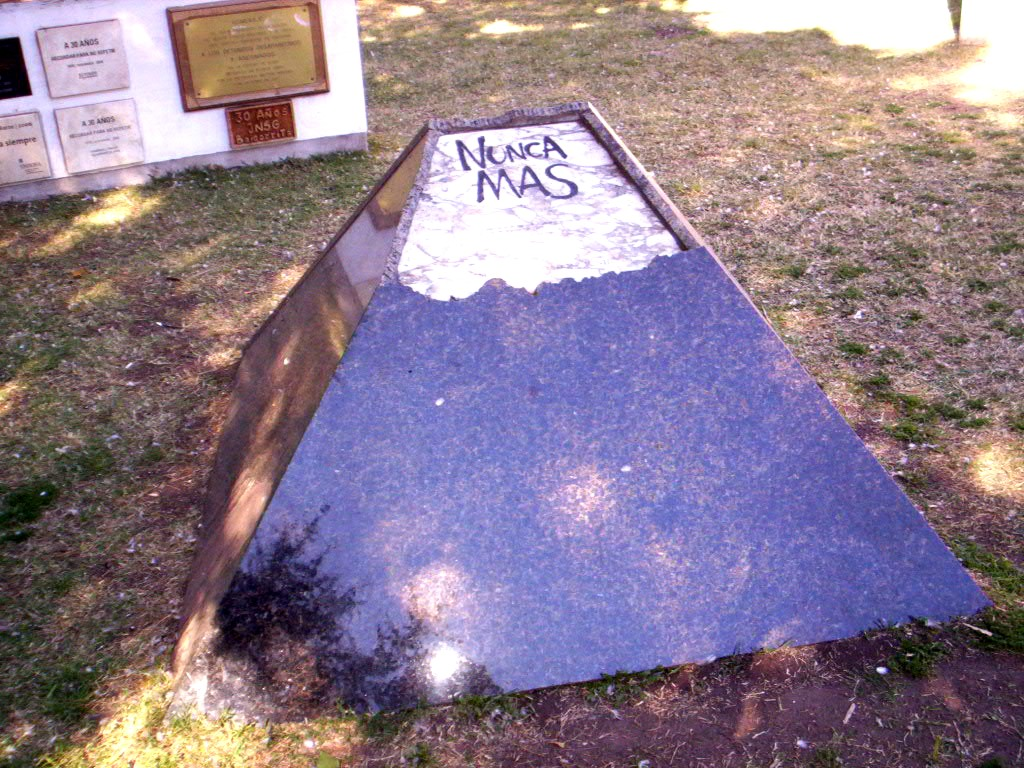
Monumento a la memoria en memòria dels desapareguts durant la dictadura, (Junín, Argentina).

El llibre Nunca más (Mai més en català) va ser l'informe lliurat al president de l'Argentina Raúl Alfonsín amb els testimoniatges i descripcions recollits per la CONADEP sobre la repressió política duta a terme durant la dictadura militar que va governar l'Argentina des del cop d'Estat del 24 de març de 1976 fins al 10 de desembre de 1983, l'autoanomenat Procés de Reorganització Nacional.
L'informe, publicat per EUDEBA el 1984, va ser fruit del treball d'una comissió de notables presidida per l'intel·lectual Ernesto Sábato i va ser clau a l'hora de desenvolupar l'anomenat Judici a les Juntes que va acabar amb l'empresonament dels màxims responsables de la dictadura.
El llibre Nunca más ha estat traduït a diverses llengües (alemany, anglès, italià, hebreu, portuguès, rus, finès i vietnamita) i se n'han venut més de 400 000 exemplars.
L'expressió "Nunca más" va quedar a la memòria històrica de l'Argentina. Va ser, també, l'expressió amb la qual Julio Strassera, un dels dos fiscals del Judici a les Juntes va finalitzar el seu discurs d'acusació.